# Euphorbia akenocarpa
Euphorbia akenocarpa Guss. 1821 es una especie fanerógama perteneciente a la familia Euphorbiaceae.

## Descripción
Es una planta anual, glabra o glabrescente. Los tallos alcanzan los 15 - 50 cm de altura, son erectos y glabros, generalmente simples o con 2-3 ramas basales. Las hojas de 15 a 35 mm de longitud y 8 a 18 mm de ancho, son obovadas u obovado-espatuladas, las inferiores subenteras, las superiores denticuladas en el ápice, sésiles, subauriculadas, redondeado-mucronuladas
en el ápice, glabras o algo pelosas. Pleocasio con 3-5 radios hasta de 70 mm. Ciatio de 1,5-2 mm , subsésil; nectarios, no apendiculados, transversalmente elípticos, enteros, amarillos; El fruto de 3-4 mm, esférico, indehiscente, finalmente liso o algo ruguloso, no sulcado. Las
semilla ovoideas, subtruncadas en la base, obtusas en el ápice, lisas, de un color pardo obscuro a negras. 2n = 12.

## Distribución y hábitat
Se encuentra en pastos, bordes de sembrados, herbazales nitrificados; calcícola; a una altitud de 250-400 m s. n. m. en la península ibérica, sur de Italia, Sicilia, Cerdeña y norte de África.

## Taxonomía
Euphorbia akenocarpa fue descrito por Giovanni Gussone y publicado en Adnot. Cat. Pl. Boccad. 7. 1821
Etimología
Euphorbia: nombre genérico que deriva del médico griego del rey Juba II de Mauritania (52 a 50 a. C. - 23), Euphorbus, en su honor – o en alusión a su gran vientre – ya que usaba médicamente Euphorbia resinifera. En 1753 Carlos Linneo asignó el nombre a todo el género.
akenocarpa: epíteto
sinonimia
- Euphorbia sphaerococca Salzm.
- Euphorbia tingitana Cav.[3]
- Tithymalus akenocarpus (Guss.) Klotzsch & Garcke (1860).
- Euphorbia achanocarpa Guss. ex Spreng. (1826).[4][5]